# Ichneumon lanio
Ichneumon lanio är en stekelart som beskrevs av Franz Paula von Schrank 1837. Ichneumon lanio ingår i släktet Ichneumon och familjen brokparasitsteklar. Inga underarter finns listade i Catalogue of Life.